# McLaren MP4-22
De McLaren MP4-22 is een Formule 1-auto die gebruikt werd door McLaren in het seizoen van 2007. De MP4-22 streed tegen Ferrari's F2007 voor beide coureurs- en constructeurskampioenschappen.
Tijdens het seizoen ontstond er een grote rivaliteit tussen McLaren-coureurs Fernando Alonso en Lewis Hamilton. Ook de relatie tussen Fernando Alonso en de McLaren-ploeg is niet goed, Fernando Alonso zou aan het einde van het seizoen terugkeren bij Renault. Na de Grote Prijs van Italië (met nog 4 races te gaan) stonden beide McLaren-coureurs meer dan 15 punten voor op dichtstbijzijnde concurrent Kimi Räikkönen, een voorsprong voor McLaren. Maar de eerdergenoemde rivaliteit tussen Fernando Alonso en Lewis Hamilton kostte beide coureurs punten.
Lewis Hamilton kon de eerste coureur worden die wereldkampioen werd in zijn eerste seizoen in China. Maar nadat hij in de grindbak terecht kwam voordat hij de pitsstraat inkwam moest hij opgeven. Ferrari-coureur Kimi Räikkönen won een 2e keer in 3 racen in China en het gevecht voor het kampioenschap ging verder naar de laatste race: Brazilië. Lewis Hamilton had de grootste kans om wereldkampioen te worden: hij stond 4 punten voor Fernando Alonso en 7 punten voor Kimi Räikkönen. Tegen de verwachtingen in won Kimi Räikkönen de race en het kampioenschap, de McLaren-coureurs Fernando Alonso en Lewis Hamilton strandden allebei 1 punt achter hem in het kampioenschap.

## Spygate
McLaren had tijdens het seizoen van 2007 bezit van Ferrari-documenten voor de ontwikkeling van de McLaren MP4-22, deze werden op illegale wijze bemachtigd. Hierdoor verloor McLaren al haar constructeurspunten.

## Resultaten
| Resultaat                     |
| ----------------------------- |
| Winnaar                       |
| Tweede plaats                 |
| Derde plaats                  |
| Gefinisht (punten)            |
| Gefinisht (geen punten)       |
| Niet geklasseerd (NC)         |
| Uitgevallen (DNF)             |
| Niet gekwalificeerd (DNQ)     |
| Gediskwalificeerd (DSQ)       |
| Niet gestart (DNS)            |
| Gewond (INJ)                  |
| Uitgesloten (EX)              |
| Teruggetrokken (WD)           |
| Niet deelgenomen (blanco cel) |
| vetgedrukt (pole position)    |
| cursief (snelste ronde)       |

| Jaar | Chassis | Motor                        | Banden | Coureurs        | 1   | 2   | 3   | 4   | 5   | 6   | 7   | 8   | 9   | 10  | 11  | 12  | 13  | 14  | 15  | 16  | 17  | Punten | WK-plaats     |
| ---- | ------- | ---------------------------- | ------ | --------------- | --- | --- | --- | --- | --- | --- | --- | --- | --- | --- | --- | --- | --- | --- | --- | --- | --- | ------ | ------------- |
| 2007 | MP4-22  | Mercedes-Benz FO 108T 2.4 V8 | B      |                 | AUS | MAL | BHR | SPA | MON | CAN | USA | FRA | GBR | EUR | HON | TUR | ITA | BEL | JPN | CHN | BRA | 0*     | Uit- gesloten |
| 2007 | MP4-22  | Mercedes-Benz FO 108T 2.4 V8 | B      | Fernando Alonso | 2   | 1   | 5   | 3   | 1   | 7   | 2   | 7   | 2   | 1   | 4   | 3   | 1   | 3   | DNF | 2   | 3   | 0*     | Uit- gesloten |
| 2007 | MP4-22  | Mercedes-Benz FO 108T 2.4 V8 | B      | Lewis Hamilton  | 3   | 2   | 2   | 2   | 2   | 1   | 1   | 3   | 3   | 9   | 1   | 5   | 2   | 4   | 1   | DNF | 7   | 0*     | Uit- gesloten |
| Jaar | Chassis | Motor                        | Banden | Coureurs        | 1   | 2   | 3   | 4   | 5   | 6   | 7   | 8   | 9   | 10  | 11  | 12  | 13  | 14  | 15  | 16  | 17  | Punten | WK-plaats     |

*McLaren behaalde normaal gezien 218 punten voor het constructeurskampioenschap, maar verloor 15 punten van de Grote Prijs van Hongarije na een controversiële beslissing in Q3. Vanaf de Grote Prijs van België kreeg McLaren geen punten meer voor het constructeruskampioenschap, McLaren behaalde dus 166 punten, maar McLaren werd uiteindelijk uit het constructeurskampioenschap geschrapt.

### Eindstand coureurskampioenschap
- Lewis Hamilton: 2e (109pnt)
- Fernando Alonso: 3e (109pnt)